# 경주여자중학교
경주여자중학교(慶州女子中學校)는 대한민국 경상북도 경주시 서악동에 있는 공립 중학교이다.

## 학교 연혁
- 1945년 2월 23일 : 경주공립실과여자학교 인가
- 1946년 1월 30일 : 초대 이달문 교장 취임
- 1946년 9월 27일 : 경주여자중학교로 승격
- 2009년 3월 2일 : 서악동 신축교사로 이전
- 2012년 3월 1일 : 선진형 교과교실제 시행
- 2017년 3월 1일 : 소프트웨어(SW)교육 선도학교 지정
- 2024년 2월 8일 : 제77회 졸업식(졸업생 170명, 누계 25,760명)
- 2024년 3월 1일 : 특수학급 신설
- 2024년 3월 1일 : 제34대 민훈 교장 취임
- 2024년 3월 4일 : 2024학년도 입학식(179명 입학)

## 참고 자료
- 경주여자중학교 - 한국교육학술정보원 학교알리미